# Lanthus vernalis
Lanthus vernalis là loài chuồn chuồn trong họ Gomphidae. Loài này được Carle mô tả khoa học đầu tiên năm 1980.